# Ла Вила (Модена)
Ла Вила је насеље у Италији у округу Модена, региону Емилија-Ромања.
Према процени из 2011. у насељу је живело 105 становника. Насеље се налази на надморској висини од 19 м.